# Ropica assimilis
Ropica assimilis är en skalbaggsart som beskrevs av Stefan von Breuning 1939. Ropica assimilis ingår i släktet Ropica och familjen långhorningar.
Artens utbredningsområde är Sulawesi. Inga underarter finns listade i Catalogue of Life.